# Kościół św. Stanisława Kostki w Saint Louis
Kościół św. Stanisława Kostki w Saint Louis (en. St. Stanislaus Kostka Church in St. Louis) – eklektyczny kościół parafialny wybudowany pod koniec XIX wieku przez Polonię w Saint Louis.
Kościół znajduje się na Carr Square, w pobliżu Desoto Park i Murphy Park, przy ulicy North 20th Street. Świątynia jest własnością spółki Saint Stanislaus Parish Corporation, która od 2006 roku reprezentuje sprawy administracyjne i majątkowe niezależnej parafii św. Stanisława Kostki w Saint Louis.

## Historia
Świątynia została wzniesiona w latach 1890–1892 ze składek polskojęzycznych wiernych z St. Louis i funduszy korporacji św. Stanisława Kostki obok wcześniejszego kościoła parafialnego z 1881 roku. Powstała na terenie dzielnicy Kerry Patch, która w latach 50. XX wieku została wyburzona i zabudowana blokami mieszkalnymi osiedla Pruitt-Igoe.
Uroczystego poświęcenia budowli dokonał 18 września 1892 roku wikariusz generalny archidiecezji Saint Louis, Heinrich Muelhsipen. W 1912 roku kościół był przebudowywany. W 1929 roku ponownie odnawiany po pożarze z 1928 roku podczas którego zawaliła się wieńcząca nawę kopuła. Ostatni raz gruntownie remontowany w latach 70. XX wieku.
Od 1972 roku kościół jest jednym z niewielu obiektów pozostałych po wyburzeniu osiedla Pruitt-Igoe. Od 1976 roku jest wpisany do rejestru zabytków City Landmarks miasta St. Louis. Od 1979 roku wpisany jest jako zabytek do rejestru National Register of Historic Places.

## Opis
Monumentalna świątynia z czerwonej cegły zbudowana w eklektycznym stylu określanym w Stanach Zjednoczonych Ameryki jako polski styl katedralny. Front świątyni zwrócony w kierunku ulicy, z dwiema neogotyckimi wieżami pełniącymi funkcje dzwonnic. Pierwotnie nawa główna zwieńczona dużą kopułą, rozebraną jednak z powodu licznych uszkodzeń i zagrożenia całkowitym zawaleniem po pożarze z 1928 roku.
Wnętrze halowe, nawiązujące do wczesnochrześcijańskich bazylik i kościołów bizantyjskich, z półsferycznymi sklepieniami wspartymi na marmurowych kolumnach (pendentyw). Dekoracja złożona z fresków o tematyce biblijnej i roślinnej. W oknach witraże.